# Laurent Favre
Laurent Favre (ur. 13 listopada 1984) – francuski narciarz, specjalista narciarstwa dowolnego. Jego najlepszym wynikiem na mistrzostwach świata jest 7. miejsce w halfpipe’ie na mistrzostwach w Ruka. Nigdy nie startował na igrzyskach olimpijskich. Najlepsze wyniki w Pucharze Świata osiągnął w sezonie 2003/2004, kiedy to był trzeci w klasyfikacji generalnej, a w klasyfikacji halfpipe’a zajął drugie miejsce.

## Sukcesy

### Mistrzostwa Świata
| Miejsce | Dzień    | Rok  | Miejscowość | Konkurencja | Zwycięzca         |
| ------- | -------- | ---- | ----------- | ----------- | ----------------- |
| 7.      | 17 marca | 2005 | Ruka        | Halfpipe    | Mathias Wecxsteen |

#### Miejsca w klasyfikacji generalnej
- 2001/2002 – 9.
- 2002/2003 – 12.
- 2003/2004 – 3.

#### Miejsca na podium
1. Les Contamines – 8 marca 2004 (Halfpipe) – 1. miejsce
2. Bardonecchia – 13 marca 2004 (Halfpipe) – 3. miejsce